# Sergio Steve
Sergio Steve (La Spezia, 4 marzo 1915 – Roma, 9 luglio 2006) è stato un economista italiano.

## Biografia
Figlio di Edoardo e da Dina Andreoni, ha vissuto con la famiglia a La Spezia per poi trasferirsi a Genova.
Si è laureato in giurisprudenza all’Università di Genova nel 1936, con una tesi dal titolo “La spesa pubblica in regime fascista”, relatore Jacopo Tivaroni.
Nel 1937 consegue una seconda laurea in scienze politiche, con una tesi in diritto tributario, relatore Roberto Ago.
Cominciò ad approfondire la teoria economica all'Università di Pavia, dove divenne assistente di Benvenuto Griziotti, suo maestro, e fece amicizia con Ezio Vanoni. In questi anni ebbe modo di confrontarsi anche con monsignor Cesare Angelini, noto critico letterario.
Docente nelle università di Milano e Roma, fu a capo della sottocommissione delle finanze dell'assemblea Costituente. Le sue opere sono state raccolte nell'omnia Scritti vari (1997).
Nel 1985 l'Accademia dei Lincei gli ha conferito il Premio Feltrinelli per l'Economia.  Dal 1967 al 1971 ha fatto parte del Comitato scientifico della Fondazione Luigi Einaudi di Torino.